# Mięso mielone garmażeryjne
Mięso garmażeryjne, wyrób garmażeryjny – surowy wyrób mięsny zaliczany do produktów wysoko przetworzonych.
W skład mięsa garmażeryjnego wchodzi świeże mięso z dodatkami, którymi mogą być: woda, tłuszcze, białko różnego pochodzenia, błonnik, sól spożywcza oraz sztuczne dodatki, w tym konserwanty.